# Je sais tout
Je sais tout est un mensuel français, créé à Paris par l'éditeur de presse Pierre Lafitte le 15 février 1905, qui se voulait au départ un magazine encyclopédique illustré destiné à la famille, pour ensuite évoluer en magazine de vulgarisation scientifique.
Je sais tout publia notamment, sous forme de feuilletons, les premiers romans et nouvelles écrits par Maurice Leblanc et contant les aventures d'Arsène Lupin, ainsi que des nouvelles d'Arthur Conan Doyle, ou encore des épisodes de La Guerre du feu de J.-H. Rosny aîné, des récits de science-fiction et des pièces de théâtre.

## Histoire

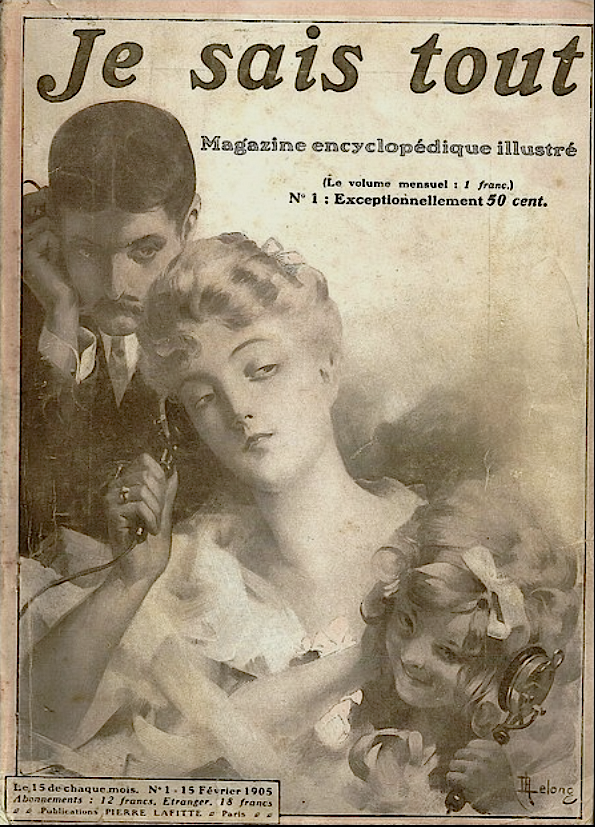
Je sais tout no 1, février 1905, couverture conçue par René Lelong.

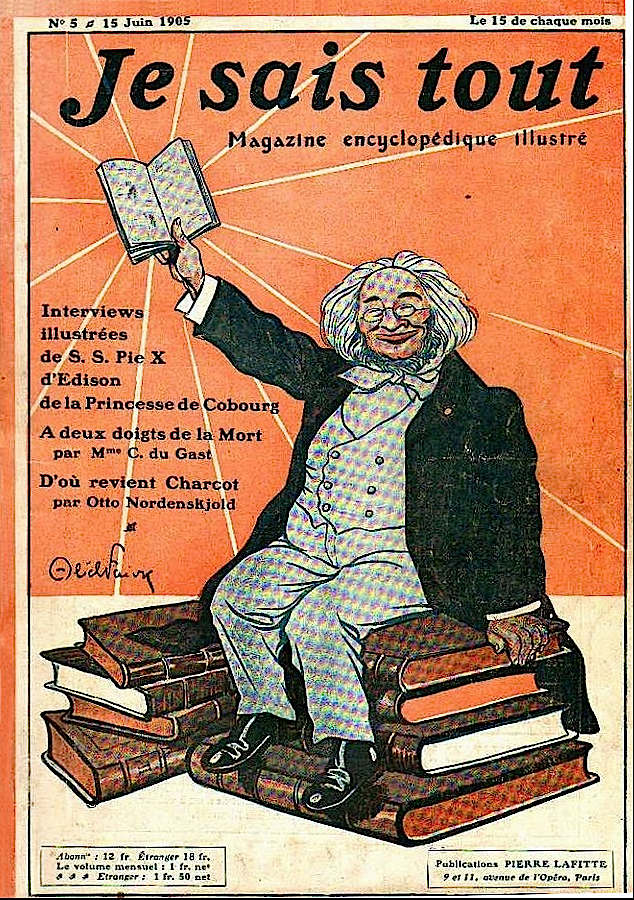
Je sais tout no 5, juin 1905 : couverture signée Abel Faivre.

### Un périodique de la Belle Époque (1905-1914)
La première livraison du mensuel — défini comme étant un « magazine encyclopédique illustré » — a lieu le 15 février 1905, pour un prix de lancement de 50 centimes, avec en couverture une famille, la mère, le père et un enfant, ayant chacun un combiné téléphonique à l'oreille.
Je sais tout paraît ensuite régulièrement le 15 de chaque mois, vendu au prix de 1 franc, jusqu'en juillet 1914. De format 17,5 cm sur 24,5 cm, le magazine a souvent plus d'une centaine de pages : on en compte 128 pour les premières livraisons, avec une couverture en couleurs et l'intérieur en noir et blanc, dont des images hors-textes en trichromie. Le logo et le personnage fétiche de la revue — le « père Je sais tout » — ont été créés par le peintre Grün. Les premiers chiffres de tirage annoncés sont de 250 000 exemplaires. Au bout de quelques numéros, Je sais tout est sous-titré d'une nouvelle accroche : « encyclopédie mondiale illustrée ».
Des pages hors textes en couleurs et de nombreuses illustrations au trait émaillent la publication, qui convoque des artistes, des dessinateurs, des peintres, des photographes, et bien entendu de nombreux journalistes reporters et des écrivains dont la plupart des romans feuilletons sont ensuite repris sous la forme d'ouvrages.
Ce magazine est évoqué dans le 91e des 480 souvenirs cités par Georges Perec dans Je me souviens.

### Concept
Inventeur de la formule sportive et récréative illustrée de photographies avec La Vie au grand air en 1898, Pierre Lafitte lance le concept d'un magazine novateur, dit de « culture générale », ciblant le grand public ou la famille, sans toutefois être véritablement pionnier : depuis 1891, The Strand Magazine propose un cocktail de feuilletons illustrés et d'informations généralistes, suivi par le Pearson's Magazine (1896), puis le National Geographic sort en janvier 1905 une nouvelle formule illustrée au même format, et Jugend en Allemagne évolue également en magazine culturel, etc. Il est à noter que les éditions Larousse publiaient depuis 1898 des revues à caractère encyclopédique et généraliste, avec plus ou moins de succès. Quant au magazine La Science et la vie, il ne sera lancé qu'en 1913.
Techniquement, le magazine est imprimé sur les presses Gustave de Malherbe & Cie (Paris 15e), équipées de machines capables de produire en similigravure les illustrations et d'en traiter de grandes quantités (photographies, dessins tramés ou au trait). Le rendu est parfois comme saturé mais, dans l'ensemble, la lisibilité satisfait le lectorat habitué à la gravure classique. Pour le numéro 100, Lafitte annonce que désormais le magazine est imprimé grâce à l'« héliogravure rotative » et promet plus d'illustrations en 3 et 4 couleurs.
Je sais tout constitue un tournant culturel et marketing, en ce qu'il rencontre très vite un succès populaire, pour un format par la suite imité.

### Développement
Je sais tout a connu trois phases principales de développement. La première couvre les années 1905-1914, la deuxième les années de guerre et d'après guerre (1915-1922), la dernière les années 1922-1939.
Le premier rédacteur en chef est Henri Barbusse en 1905, remplacé ensuite par Jacques des Gachons et qui le resta près d'une quinzaine d'années.
Peu avant le lancement du magazine, Pierre Lafitte, au titre d'une campagne publicitaire, contacta au hasard 150 personnes dans l'annuaire téléphonique et fit poser la question : « Que savez-vous ? ». Il offrit aux gagnants qui avaient répondu « Je sais tout », le prix d'un abonnement annuel.
Un premier « prix Je sais tout » (1905) est organisé dans les numéros suivants, récompensant les meilleurs critiques littéraires ou des reportages que les lecteurs pouvaient soumettre à la rédaction.
En octobre 1907, le titre fusionne avec Le Petit magazine de la jeunesse, également fondé par Lafitte en novembre 1905.
Avec la Première Guerre mondiale, après six mois d'interruption, le magazine poursuit ses éditions mensuelles, devenant le « magazine de l'actualité et des énergies nationales ».
Un nouveau prix annuel est lancé en 1921 pour récompenser un manuscrit français s'inscrivant dans la continuation de l'œuvre de Jules Verne « en tenant compte des possibilités scientifiques de l'avenir et en sachant donner au récit un intérêt égal ».
En février 1922, une nouvelle formule est lancée par Hachette, qui avait racheté le magazine en 1916, intitulée la grande revue de vulgarisation scientifique, série qui prend plus tard comme sous-titre la revue de la découverte et qui prend fin en septembre 1939 avec une couverture montrant un soldat portant un masque à gaz (Imprimerie Georges Lang). La sortie des numéros de cette deuxième formule se faisait au 1er du mois. En octobre, le magazine est absorbé par Lectures pour tous.
Il y eut en tout 405 numéros.
En mai 1969, Hachette propose un magazine hebdomadaire intitulé Je sais tout, l'aventure humaine de tous les temps (édité par le groupe de presse Edi-Monde, avec pour directeur de publication Paul Winkler). Il reprend le concept encyclopédique, mais destiné cette fois au public adolescent, dans l'esprit des fascicules Tout l'univers, avec des illustrations uniquement dessinées. Ni ces dessins ni les articles ne sont signés, sinon un édito sous le pseudonyme de Pérégrinus. Ce magazine paraît chaque mardi, au prix de 1,50 francs, jusqu'en 1970.
La publication s'arrête au 49e numéro. Les abonnés se voient proposer un transfert de leur abonnement vers un autre magazine du groupe, à leur choix.

## Listes des contributeurs notables

### Écrivains
- Tristan Bernard
- Frédéric Boutet
- Jules Clarétie
- Romain Coolus
- Michel Corday
- Pierre Decourcelle
- Maurice Dekobra
- Lucien Descaves
- Jacques des Gachons
- Georges d'Esparbès
- Arthur Conan Doyle
- Camille Flammarion
- Franc-Nohain
- Paul Gavault
- Marcel Gerbidon
- Sacha Guitry
- Jean Jullien
- Bernhard Kellermann
- Henri Lavedan
- Maurice Leblanc
- Camille Lemonnier
- Gaston Leroux
- Maurice Level
- André de Lorde
- Roland de Marès
- Max Maurey
- Catulle Mendès
- Amélie Murat
- Gaston de Pawlowski
- Henri de Régnier
- Maurice Renard
- Jacques Richepin
- Jean Richepin
- J.-H. Rosny aîné
- Edmond Rostand
- Clément Vautel
- H. G. Wells

### Illustrateurs
- Charles Atamian
- Louis Bailly (1914-1918)
- Jacques Branger
- Roger Broders
- Jacques Camoreyt (1905)
- Leonetto Cappiello
- Paul Destez
- André Devambez
- Géo Dupuis (1914)
- Georges Dutriac (1923)
- Abel Faivre (1905)
- Léon Fauret
- Léo Fontan
- Jean-Louis Forain (1920)
- William Frederick Foster (1918)
- Géo Gaumet
- Charles Dana Gibson
- Jules Grün
- Percy Bell Hickling (1910)
- Charles Hoffbauer
- František Kupka

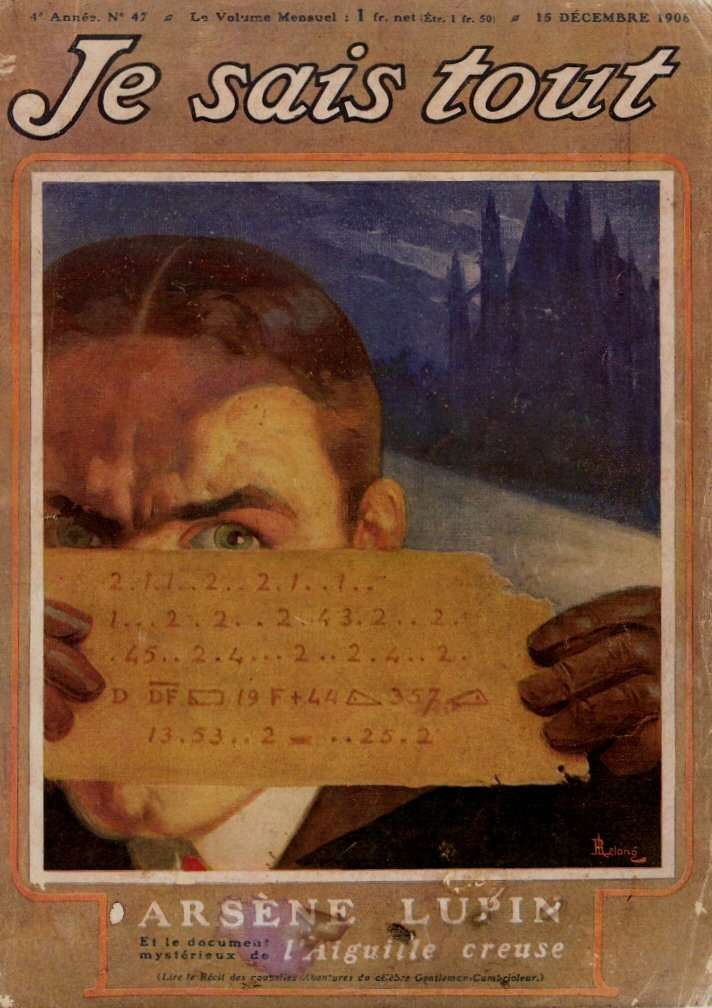
Couverture du n° 47 (15 décembre 1908), signée René Lelong.

- Henri Lanos, dont La Guerre des mondes (sept. 1905)
- René Lelong
- Maurice Leroy
- Édouard Loëvy
- Fabius Lorenzi (1920)
- Félix Lorioux (1921)
- Daniel de Losques
- Serafino Macchiati (1906-1912)
- Louis Morin
- Jacques d'Otémar
- Manuel Orazi
- Georges d'Ostoya [Stoya]
- Pierlis (1912)
- Ferdinand Raffin
- Raylambert
- Georges Scott
- Édouard Touraine
- Sem
- José Simont
- Maurice Toussaint
- Simon Harmon Vedder (1909)
- Jacques Wély (1905-1909)
- Henri Zo

## Analyse du contenu

### Série et feuilletons

#### Série «Arsène Lupin»
Quatre séries inédites formant 21 aventures d'Arsène Lupin, signées Maurice Leblanc, sont proposées entre 1907 et 1913 :
- Arsène Lupin gentleman cambrioleur, publiée en 9 nouvelles des numéros 6, 11, 12, 13, 15, 16, 17, 18 et 28 de juillet 1905 à mai 1907
- Arsène Lupin contre Herlock Sholmès, publiée en 2 nouvelles de novembre 1906 à octobre 1907
- L'Aiguille creuse, publiée de novembre 1908 à mai 1909
- Les Confidences d'Arsène Lupin, publiée en 9 nouvelles d'avril 1911 à juin 1913

#### Série «Sherlock Holmes»
Déjà connu des lecteurs francophones depuis une première traduction dans le journal Le Temps en 1894, Sherlock Holmes, personnage inventé par Arthur Conan Doyle, apparaît à trois occasions dans Je sais tout sous la forme de récits parfois découpés en feuilleton. Le magazine publia d'autres textes de Conan Doyle, sans aucun rapport avec le fameux détective, dont le fameux roman fantastique Le Monde perdu (novembre 1913 à juillet 1914) :
- Les danseurs (The Adventure of the Dancing Men, 1903), illustré par Jacques Camoreyt, publié en juin 1905.
- Sherlock Holmès (Sherlock Holmes: The Strange Case of Miss Faulkner, 1899), pièce de théâtre écrite avec William Gillette, publiée en trois parties de février à avril 1908.
- Les Plans du Bruce-Partington (The Adventure of the Bruce-Partington Plans, 1908), nouvelle publiée en mars 1910.

En novembre 1924, est publié L'auteur de Sherlock Holmes raconte sa vie : les aventures de Conan Doyle dans les mers Arctiques (The Glamour of the Arctic, 1892), un récit autobiographique de Conan Doyle.

### Un exemple de sommaire:Je sais tout, n° 65 (juin 1910)
- Couverture illustrée en couleurs, représentant Georges V, roi d'Angleterre.
- Sommaire : Frontispice : Gabriele D'Annunzio.
- Branches impériales, rameaux royaux, mondanités par Charles Torquet.
- Chez les Humoristes.
- Les Jeux de l'amour et de la Conférence, pièce inédite en un acte de Romain Coolus.
- De la Terre au Ciel, par Louis Paulhan.
- Hors-Texte en couleurs : Jean-Jacques Rousseau cueillant des cerises, par Roqueplan.
- Je sais tout interviewe le poète du feu, Gabriele D'Annunzio, par Jean Carrère.
- Comment j'ai découvert le Pôle Nord, par Robert Peary.
- Les Contes du cigare au feu vert, grande nouvelle inédite par Valentin Mandelstamm.
- Mon filleul, (suite), récit par Henri Lavedan.
- Arts : Le Salon de 1910.
- Suzanne Desprès, portrait par Joseph Galtier.
- Mon cœur se pétrifie, (fin), grande nouvelle inédite de René Maizeroy.
- Le Rêve, poésie inédite de Jacques Richepin.
- La Nuit, poésie inédite de Cora Laparcerie-Richepin.
- Une cité géante sortie d'un hameau, reportage par Victor Forbin.